# Consejería de Cultura y Patrimonio Histórico de la Junta de Andalucía
La Consejería de Turismo, Cultura y Deporte fue el departamento de la Junta de Andalucía encargado de las competencias autonómicas en materia de arte, cultura, patrimonio histórico, bibliográfico, sonoro, imagen y museos. Recibió este nombre durante la XI legislatura (2019-2022).
Su última consejera y máxima responsable fue Patricia del Pozo, y tuvo su sede en el Palacio de Altamira situado en la calle Santa María la Blanca, n°1, ciudad de Sevilla.
Tras las Elecciones al Parlamento de Andalucía de 2022 y la formación del nuevo Consejo de Gobierno, dejó de existir como entidad propia, pasando las competencias en Cultura a formar parte de la Consejería de Turismo liderada por Arturo Bernal.

## Entes adscritos a la Consejería
- Patronato de la Alhambra y el Generalife
- Centro Andaluz de Arte Contemporáneo
- Agencia Andaluza de Instituciones Culturales
- Instituto Andaluz del Patrimonio Histórico (IAPH)
- Fundación Barenboim-Said
- Fundación Picasso
- Fundación para el Desarrollo del Legado Andalusí
- Centro de Documentación Musical de Andalucía
- Instituto Andaluz de Flamenco.[2]

## Lista de consejeros de Cultura
- Alfonso Lazo (1978-1979)
- Rafael Vallejo (1979-1982)
- Rafael Román Guerrero (1982-1984)
- Javier Torres Vela (1984-1990)
- Juan Manuel Suárez Japón (1990-1994)[3]
- José María Martín Delgado (1994-1996)
- Carmen Calvo Poyato (1996-2004)
- Enrique Moratalla Molina (2004)
- Rosario Torres Ruíz (2004-2010)
- Paulino Plata Cánovas (2010-2012)
- Luciano Alonso Alonso (2012-2015)
- Rosa Aguilar Rivero (2015-2017)
- Miguel Ángel Vázquez Bermúdez (2017-2019)
- Patricia del Pozo Fernández (2019-2022)
- Carlos Arturo Bernal Bergua (2022-actualidad)